# Mary M. Talbot
Mary M. Talbot és una escriptora i assajista britànica nascuda a Wigan, Lancashire el 1954. És l'esposa del dibuixant  i guionista de còmics Bryan Talbot. Ha escrit nombrosos treballs sobre l'anàlisi crític del discurs. La seva primera novel·la gràfica, Dotter of Her Father's Eyes, publicada per Jonathan Cape i il·lustrada pel seu marit, Bryan Talbot va guanyar el premi de biografia dels premis Costa de 2012.
Talbot va obtenir un doctorat en anàlisi crítica del discurs per la Universitat de Lancaster. El 1997 va esdevenir una lectora sobre la temàtica de Llengua i Cultura a la Universitat de Sunderland.

## Obres seleccionades
- Talbot, Mary M., amb il·lustracions de Kate Charlesworth. 2014. Sally Heathcote: Suffragette. Graphic novel Milwaukie, OR: Dark Horse Comics.
- Talbot, Mary M., i Bryan Talbot. 2012. Dotter of Her Father's Eyes. Novel·la gràfica Milwaukie, OR: Dark Horse Comics.
- Talbot, Mary M. 1998. Language and gender: an introduction. Cambridge, UK: Polity Press.[5][6][7]
- Talbot, Mary M. 1995. Fictions at work: language and social practice in fiction. Londres: Longman.
- Talbot, Mary. 1992 "The construction of gender in a teenage magazine." Critical language awareness: 174-200.